# Cataphore (rhétorique)
Pour les articles homonymes, voir Cataphore.
En rhétorique, la cataphore est l'utilisation d'un pronom en amont du référent auquel il fait appel. 
Selon Ksik, celle-ci obéit à plusieurs critères, notamment l’absence de relation syntaxique directe entre les deux termes de la relation cataphorique.
Par ailleurs, un incipit peut avoir une valeur cataphorique quand une œuvre reprend pour titre le ou les premiers mots de son texte (le titre renvoie au texte). Cette valeur n'est pas à confondre avec la référence anaphorique (où le texte renvoie au titre).

## Exemples
« Quand il est arrivé, Pierre était ivre ». « Il » fait ici référence à Pierre avant que celui-ci ne soit mentionné ; « il » est un pronom cataphorique.
« La guerre de Troie n'aura pas lieu » figure la première réplique (incipit) de la pièce de théâtre (1935) de J. Giraudoux, intitulée La Guerre de Troie n'aura pas lieu. C'est une référence cataphorique.